# Tharra asolita
Tharra asolita är en insektsart som beskrevs av Nielson 1975. Tharra asolita ingår i släktet Tharra och familjen dvärgstritar. Inga underarter finns listade i Catalogue of Life.